# Братство (Гомельская область)
Братство (бел. Брацтва) — посёлок в Ровковичском сельсовете Чечерском районе Гомельской области Беларуси.
В результате катастрофы на Чернобыльской АЭС и радиационного загрязнения жители (4 семьи) в 1992 году переселены в чистые места.

## География

### Расположение
В 16 км на юго-запад от Чечерска, 19 км от железнодорожной станции Буда-Кошелёвская (на линии Гомель — Жлобин), 42 км от Гомеля.

## Транспортная сеть
Транспортные связи по просёлочной дороге, затем по шоссе Довск — Гомель. Планировка состоит из прямолинейной улицы, ориентированной с юго-запада на северо-восток и застроенной двусторонне, деревянными домами усадебного типа.

## История
Основана в начале XX века. как хутор. Наиболее активная застройка на бывших помещичьих землях, приходится на 1920-е годы. В 1926 году почтовый пункт, в Науховичском сельсовете Чечерского района Гомельского округа. В 1929 году организован колхоз. 7 жителей погибли на фронтах Великой Отечественной войны. Согласно переписи 1959 года входил в состав колхоза имени С. М. Кирова (центр — деревня Крутое).

## Население

### Численность
- 1992 год — жители (4 семьи) переселены.

### Динамика
- 1926 год — 14 дворов, 73 жителя.
- 1959 год — 75 жителей (согласно переписи).
- 1992 год — жители (4 семьи) переселены.